# 서경석 (종교인)
서경석(徐京錫, 1948년 10월 6일 ~ , 서울)은 대한민국의 종교인으로 서울조선족교회 담임목사이자 기독교사회책임 공동대표이다. 

## 출생
그의 할아버지는 독립운동가이자 교육자 서병호이며 서병호는 초기 한국 장로교회 목사의 한 사람 서경조 목사의 아들이다. 그의 큰할아버지 서광호는 세브란스 의전 2회로 졸업한 의사이다.

## 활동
개신교 목사로서 민청학련 사건으로 수감된 적이 있으며, 경제정의실천시민운동협의회 사무총장을 지냈다. 현재 안산 조선족 교회를 담임하고 있으며 기독교사회책임 공동대표, 선진화시민행동 상임대표를 맡고 있다